# Parmena sericata
Parmena sericata là một loài bọ cánh cứng trong họ Cerambycidae.